# Ольшанка (приток Ниши)
Ольшанка — река в России, протекает по Крестецкому и Новгородскому районам Новгородской области. Устье реки находится в 23 км по правому берегу реки Ниша. Длина реки составляет 19 км.
На реке стоит деревня Шабаново Пролетарского городского поселения (бывшего Гостецкого сельского поселения).

## Данные водного реестра
По данным государственного водного реестра России относится к Балтийскому бассейновому округу, водохозяйственный участок реки — Бассейн оз. Ильмень без рр. Мста, Ловать, Пола и Шелонь, речной подбассейн реки — Волхов. Относится к речному бассейну реки Нева (включая бассейны рек Онежского и Ладожского озера).
Код объекта в государственном водном реестре — 01040200512102000021692.